# Škrabče
Škrabče – wieś w Słowenii, w gminie Bloke. W 2018 roku liczyła 16 mieszkańców.